# Huzele
Huzele (w latach 1977–1981 Podzamcze) – wieś w Polsce położona w województwie podkarpackim, w powiecie leskim, w gminie Lesko.
W latach 1975–1998 miejscowość administracyjnie należała do województwa krośnieńskiego.
| SIMC    | Nazwa   | Rodzaj    |
| ------- | ------- | --------- |
| 0355690 | Gruszka | część wsi |

Jedna z najstarszych wsi w sąsiedztwie Leska, założona prawdopodobnie jeszcze na prawie ruskim, wzmiankowana w aktach po raz pierwszy w 1436 roku pod nazwą „Wrzele”. W 1441 r. Małgorzata – żona Mościca z Wielkiego Koźmina, odstąpiła stryjowi Mikołajowi Kmicie i jego synom Sobień (zamek) z wsiami do niego należącymi jak Huzele, Myczkowce, Uherce i inne.
W połowie XIX wieku właścicielem posiadłości tabularnej w Huzelach był Edmund Krasicki.
Huzele są jednym z najstarszych ośrodków górnictwa naftowego na świecie. Kopalnie ropy naftowej istniały tu przed rokiem 1884.
Huzele leżą w dolinie rzeki San między górami Basztą i Gruszką. Mieszka tu około 450 mieszkańców. We wsi znajdują się liczne gospodarstwa agroturystyczne, ścieżki które prowadzą po okolicy przez lasy i łąki. Znajduje się tu również wyciąg narciarski, z którego można podziwiać pasmo gór Słonnych i okoliczne wsie.
W pobliżu drogi do Tarnawy Górnej, ok. 2,5 km od wsi znajduje się pomnik ku czci 115 Polaków przywiezionych tu z więzienia w Sanoku i zamordowanych przez hitlerowców na górze Gruszka w 1940 r.
Poeta Janusz Szuber napisał wiersz pt. Huzele, opublikowany w tomiku poezji pt. Gorzkie prowincje z 1996.